# Вулиця Змагайлівська (Черкаси)
Вулиця Змага́йлівська — вулиця в Черкасах.

## Розташування
Починається від вулиці Чигиринської і простягається в бік Дніпра. Впирається в залізничний під'їзд силікатного заводу.

## Опис
Вулиця вузька, забудована приватним будинками.

## Походження назви
За радянських часів вулиця була названа на честь комунарів, членів комуни. 22 лютого 2016 року вулицю було перейменовано в пам'ять про колишнє село Змагайлівка, територією якого пролягає вулиця.